# Dorking
 (février 2025).
Le contenu est difficilement compréhensible vu les erreurs de traduction, qui sont peut-être dues à l'utilisation d'un logiciel de traduction automatique.
Dorking est une ville de la vallée de la Mole, dans le Surrey, en Angleterre. Elle est située à environ 40 km au sud de Londres, au pied des North Downs.
Les aires de loisirs sont les jardins publics, les chemins forestiers alentour, les clubs soit centres de sports et les thermes, et la grand-rue avec ses petits commerces, ses cafés et ses restaurants, les bars et les pub-restaurants bien desservis.
La ville est essentiellement veuille-traditionnelle[pas clair] soit pavillonnaire et il y a peu d'immeubles grands et peu de boulevards ; les collines l'entourent presque entièrement. Cette tranche des Downs a été reconnue comme Area of Outstanding Natural Beauty (littéralement « Espace de remarquable beauté naturelle »).
Elle est chef-lieu d'un des onze districts courants, chargés des affaires différentes de l'autorité du comté de Surrey, voire Mole Valley.

## Personnalités
- Alan Hacker (1938-2012), clarinettiste et chef d'orchestre britannique, y est né ;
- Justin Skinner (en), footballeur, y est né en 1972 ;
- John Tiner, homme d'affaires, y vit[1].

## Jumelage
Gouvieux (France)